# ساگیتاریوس ب۲
ساگیتاریوس ب۲ (به انگلیسی: Sagittarius B2) یک ابر مولکولی غول‌پیکر و متشکل پیکر از گاز و گرد و غبار است که در فاصله حدود ۱۲۰ پارسک (۳۹۰ سال نوری) از مرکز کهکشان راه شیری واقع شده‌است. این مجموعه با داشتن وسعتی به اندازه حدود ۴۵ پارسک (۱۵۰ سال نوری)، بزرگترین ابر مولکولی در نزدیکی مرکز کهکشان و یکی از بزرگترین ابرهای مولکولی در سرتاسر کهکشان راه شیری است. جرم کل ساگیتاریوس حدود ۳ میلیون برابر جرم خورشید است.